# Walther R. Volbach
Walther R. Volbach (geboren 24. Dezember 1897 in Mainz; gestorben 5. August 1996 in Amherst) war ein deutsch-US-amerikanischer Theaterregisseur, Theaterpädagoge und Theaterwissenschaftler.

## Leben
Richard Walter Volbach war ein Sohn des Musikers Fritz Volbach. Seine Mutter Käthe Dernburg war eine Schwester des Politikers Friedrich Dernburg. Sein Bruder Wolfgang Fritz Volbach  (1892–1988) wurde Kunsthistoriker und nach dem Krieg Museumsleiter in Mainz, er hielt sich von 1933 bis 1945 im Exil im Vatikan auf.
Volbach studierte Philologie in Tübingen, München und Münster und wurde 1920 in Münster mit einer Dissertation zur Theatergeschichte in Deutschland promoviert. In der Theaterspielzeit 1923/24 war er Oberspielleiter der Operette am Stadttheater Mönchengladbach. 1924 war er in gleicher Funktion am Stadttheater Bamberg, 1925 in Zürich, 1927 am Stadttheater Danzig, von 1929 bis 1932 am Stadttheater Hagen und 1932/33 beim Vereinigten Stadttheater Kiel beschäftigt. 1929 inszenierte er Iphigenie auf Tauris von Christoph Willibald Gluck an der Kroll-Oper in Berlin. Er schrieb Kritiken und Feuilletons für die Berliner Morgen-Zeitung. Volbach gehörte der katholischen Zentrumspartei an, die in der Weimarer Republik eine wichtige Rolle spielte und deren Reichstagsabgeordnete 1933 dem Ermächtigungsgesetz zustimmten.
Volbach heiratete 1924 die Wiener Schauspielerin Claire Neufeld (1895–1993), die jüdischer Herkunft war. Dies und die Tatsache, dass auch seine Mutter eine jüdische Herkunft hatte, wurde ihm nach der Machtübergabe an die Nationalsozialisten 1933 zum Vorwurf gemacht. Volbach und seine Frau mussten daraufhin nach Österreich emigrieren, wo er Regieaufträge am Volkstheater und an der Volksoper erhielt. 1936 emigrierte er nach Großbritannien und 1937 mit Unterstützung katholischer Flüchtlingshilfeorganisationen in die USA, wo er 1939 zunächst eine Arbeit als Assistenzprofessor für Theaterwissenschaft an der Jesuiten-Marquette University in Milwaukee fand. Die folgenden Jahre hatte er weiterhin wechselhafte Beschäftigungen und Regieaufträge. 1944 arbeitete er für das Office of Strategic Services. Ab 1946 hatte Volbach eine feste Beschäftigung als Professor für Theaterwissenschaft an der Texas Christian University in Fort Worth. 1965 ging er als Professor für Theatergeschichte an die University of Massachusetts Amherst und 1971 schließlich an die University of California, Santa Barbara.

## Schriften (Auswahl)
- Die Entwicklung zum Realismus auf der deutschen Bühne der Neuzeit. Von der Wanderbühne zu den Meiningern. Münster, Univ., Diss., 1920.
- Problems of Opera Production. Zeichnungen John R. Rothgeb. Archon Books, 1967.
- Adolphe Appia. Prophet of the Modern Theatre: A Profile. Middletown: Wesleyan University Press, 1968.
- Memoirs of Max Reinhardt's'Theatres, 1920–1922. Theatre survey. Pittsburg: University of Pittsburg, 1972–1973.